# Ватулино
Вату́лино — деревня в Рузском районе Московской области, входящая в состав сельского поселения Старорузское. Население — 149 чел. (2010). До 2006 года Ватулино входило в состав Комлевского сельского округа.
Деревня расположена в центральной части района, у истока малой речки Литонка (левый приток реки Пальны), примерно в 4 км к югу от Рузы, в 300 м от шоссейной дороги Руза—Тетерино. Высота центра деревни над уровнем моря 206 м. Ближайший населённый пункт — Тишино — в 1 км на восток.
В 400 метрах к северу от деревни находится аэродром Ватулино.

## Население
| 2002 | 2006 | 2010 |
| ---- | ---- | ---- |
| 140  | ↘133 | ↗149 |